# Сербия и Черногория на Средиземноморских играх
Сербия и Черногория принимала участие в Средиземноморских играх в 1997, 2001 и 2005 году. В протоколах и списках команда иногда указывалась также под названием «FR Yugoslavia», «Федеративная Республика Югославия».
За весь период проведения Игр спортсмены команды Сербии и Черногории завоевали всего 75 медалей, из них 16 золотых.

## Медальный зачёт
| Год           | Кол-во спортсменов                      | Золото                                  | Серебро                                 | Бронза                                  | Всего                                   | Место                                   |
| 1951—1991     | участвовали как часть команды Югославии | участвовали как часть команды Югославии | участвовали как часть команды Югославии | участвовали как часть команды Югославии | участвовали как часть команды Югославии | участвовали как часть команды Югославии |
| 1993          | не участвовали                          | не участвовали                          | не участвовали                          | не участвовали                          | не участвовали                          | не участвовали                          |
| Бари 1997     | 199                                     | 5                                       | 4                                       | 13                                      | 22                                      | 9                                       |
| Тунис 2001    | 143                                     | 3                                       | 5                                       | 14                                      | 22                                      | 12                                      |
| Альмерия 2005 | 153                                     | 8                                       | 9                                       | 14                                      | 31                                      | 10                                      |
| Всего         | Всего                                   | 16                                      | 18                                      | 41                                      | 75                                      | [ 1 ]                                   |